# Joan Baptista Bellsolell
Joan Baptista Bellsolell i Vilella (Mataró 1919 - 27 de abril de 2008) fue un director y productor de cine español.

## Biografía
A los diecisiete años se incorporó al ejército republicano, durante la guerra civil española. Se exilió a Francia donde fue internado en el campo de concentración de Septfonds. A su salida, se instaló en Montpellier, donde cursó la carrera de filosofía y letras (1940-42). En París conoció el líder socialista Josep Pallach, con el que intentó reorganizar la resistencia antifranquista en Barcelona (1942-49). 
Corresponsal de prensa hispanoamericana, estudió en el Instituto de Filmología con Georges Sadoul y Gilbert Cohen-Seat, y conoció a María Casares y otras personas que le introdujeron el mundo del cine.
Trabajó en el Centro Europeo de la Empresa Pública (Bruselas) dentro del movimiento Europeo que, a través de la Oficina Cinematográfica Europea, se inclinaba por al defensa del cine europeo y era una alternativa a las coproducciones. Su primer documental Jeunesse européenne (1952) lo dio a conocer, trabajando también para la televisión. Hizo de coproductor con Caroni Films en el largo documental venezolano Araya (1958, Margot Benacerraf), premio ea aequo de la crítica en el Festival de Cannes y primer premio de la Comisión Técnica del cine francés por la fotografía. Después rodó el documental Ils on tué Jaurès (1961-63), en dónde relata el asesinato en 1914 del líder socialista Jean Jaurès. A partir del 1963 trabajó en el film Les Deux Geants (1917-1963), sobre la historia paralela de los EUA y la URSS, escrita a partir de libros de Louis Aragon y André Maurois, que concluyó en la serie EUA-URSS. Con Henri Charrière Papillon, escribió el guion y participó en la producción de Popsy Pop contra Papillon.
Intentó fundar la empresa Andorra Productions (1968) y llevar a cabo proyectos de guiones con Salvador Dalí, como el de los hechos de Prats de Molló. 
Su película más conocida es el largometraje El mundo de Pau Casals. Otras películas son Vienne (1952), La Flamme de la brique (1955), Images romanes (1956), Votre vie en dépend (1958), Proximité lointane (1959).